# Décès dans l'attente aux urgences
Le phénomène des décès dans l'attente aux urgences est mis en évidence dans certains pays occidentaux, il survient lorsque des patients meurent dans l'attente de recevoir un lit d'hôpital.

## Par pays

### Canada

#### Québec
Selon TVA Nouvelles, qui cite des données du ministère de la Santé québécois, 3 668 patients sont morts sur une civière en l'espace de 6 mois en 2022 dans le contexte d'urgences bondées.
Selon le ministère, « une partie de ces décès sont attribuables à des personnes en soins palliatifs en attente d’un lit, ou à une détérioration rapide de l’état de santé d’un patient ».
Au Québec, la politique d'avoir une quantité très réduite de lits d'hôpitaux remonte à la réforme du ministre Jean Rochon de 1995.

#### Nouvelle-Écosse
Selon des données publiques, un nombre important de personnes décède chaque année dans l'attente des urgences de la Nouvelle-Écosse.

### États-Unis
Selon le médecin Alexander T. Janke, « Une enquête récente de l'American College of Emergency Physicians (ACEP) a invité les médecins urgentistes à partager ce qu'ils ont vu se produire à la suite de l'embarquement aux urgences. Les patients souffrant d'hémorragies cérébrales, de fractures de la hanche et même d'infections génitales nécrosantes sont traités dans la salle d'attente car il n'y a pas de chambre ni même de lit dans le couloir disponible aux urgences. Plusieurs médecins ont partagé des histoires de patients mourant dans la salle d'attente parce que le service des urgences était tellement débordé qu'ils ont dû attendre des heures pour voir un médecin ».

### France
Le phénomène des décès inattendus existe aussi en France. Selon le journal Libération, « Samu-Urgences de France a recensé 31 morts inattendues dans les services d’urgences hospitalières sur le mois de décembre ». Il s'agirait d'un chiffre impressionnant et sans doute sous-estimé, selon cette source. Il s'agit de cas où le décès est lié au délai pour obtenir un lit d'hôpital.

### Royaume-Uni
Des données britanniques indiquent que « 1,65 million de patients ont dû attendre 12 heures à partir de leur arrivée dans les urgences en 2022 ». À partir de ces données, le Royal College of Emergency Medicine calcule que cela aurait causé 23 003 décès de patients excédentaires.

## Phénomène connexe des décès dans l'attente d'une chirurgie
Il existe un phénomène connexe de patients qui meurent dans l'attente d'une chirurgie. Ainsi, selon les données de SecondStreet.org., au moins 17 032 Canadiens sont morts en attente d’une chirurgie en 2022-2023.